# Вустер-коледж (Оксфорд)
Вустер-коледж (Worcester College) — один із коледжів Оксфордського університету. Заснований 1714 року. Розміщений у центрі міста.
Єдиний із оксфордських коледжів, що має спортивний майданчик безпосередньо поруч із собою. Також має великі сади та цікаву архітектуру.
Заснований на місці Глостер-коледжу, що існував із кінця 13 століття до 16 століття.
Серед його відомих випускників медіамагнат Руперт Мердок, кінопродюсер і сценарист Расселл Т. Дейвіс, японознавець Джеймс Мердок, член Верховного суду США Елена Кейґан, математик Саймон Дональдсон.